# Massimo Lucentini
Massimo Lucentini, né le 27 mai 1923, à Rome, en Italie, est un ancien joueur italien de basket-ball.